# Ахейско княжество
Ахейското княжество (на гръцки: Πριγκιπᾶτον Ἀχαΐας) е кръстоносна държава, създадена през 1205 година след превземането на Константинопол от участниците в Четвъртия кръстоносен поход и просъщестувавала до 1430 година, когато е завладяна от деспотство Морея.

## Територия
Териториално ядро на княжеството е полуостров Пелопонес. До 1263 година, с изключение на няколко пристанища, собственост на Венеция целият полуостров е част от Ахейското княжество. Зависими територии са Атинското херцогство, графство Кефалония и Наксоското херцогство (Херцогство на архипелага).
Географското положение на княжеството е стратегическо, тъй като е транзитно и най-близкото до столицата на Латинската империя Константинопол, по пътя на кръстоносците. Княжеството е своеобразен базов логистичен лагер на Латинската империя при конфликта ѝ с Никейската империя за византийското наследство след превземането на Константинопол от кръстоносците.

## Столица
Според повечето изследователи столица на Морея при управлението на Вилердуените е Андравида, където най-често резидират принцовете. По време на анжуйската власт главен град на княжеството е Кларенца - пристанище, намиращо се най-близко до Италия. В Кларенца се установяват баюлите и се събира Парламентът, съставен от представители на аристокрацията, духовенството и градското съсловие. Градът е защитен с крепостни стени, на 5 километра от него е разположен замъкът Клермон (Хлемуци).

## История
Във византийската епоха, от 800 г. до 1205 г., на територията на полуострова е обособена самостоятелна тема Пелопонес.
Ахейското княжество първоначално е васално на Солунското кралство, а от 1224 година,  след падането на Солунското кралство - на латинския император. През 1267 година във Витербо са подписани два договора. С единия латинският император в изгнание Балдуин II предава на  сицилианския крал Шарл I Анжуйски сюзеренитета над Ахейското княжество, а с другия морейският княз Гийом II дьо Вилардуен   става васал на сицилианския (неаполитанския) крал в замяна на военна и финансова помощ срещу Византийската империя. След смъртта през 1278 година на Гийом II, последният мъжки представител на династията на Вилардуените, Морея преминава под властта на Анжуйските крале, които изпращат в княжеството свои наместници - баюли.

## Владетели на Ахейското княжество
- 1205 – 1209: Гийом I дьо Шамплит, княз на Морея
- 1209 – 1228: Жофроа I дьо Вилардуен, княз на Ахея
- 1228 – 1246: Жофроа II дьо Вилардуен
- 1246 – 1278: Гийом II дьо Вилардуен (Вилхелм), от 1267 васал на Карл Анжуйски
- 1278 – 1285: Карл I Анжуйски
- 1285 – 1289: Карл II Анжуйски
- 1289 – 1307: Изабела дьо Вилардуен (1289 до 1307)
  - 1289 – 1297: Флоренц от Хенегау (съпруг и сърегент) (Дом Авен)
  - 1301 – 1307: Филип I Савойски-Ахая (съпруг и сърегент)
- 1307 – 1313: Филип I от Таранто
- 1313 – 1318: Матилда от Хенегау
  - 1313 – 1316: Лудвиг Бургундски (съпруг и сърегент, тит. крал на Солун)
- 1318 – 1322: Роберт I Анжуйски от Неапол
- 1322 – 1333: Йоан от Дурацо
- 1333 – 1346: Роберт от Таранто (латински титулар-император)
- 1364 – 1373: Филип II от Таранто
- 1373 – 1382: Джована I от Неапол
- 1382 – 1383: Якоб дьо Бо (латински титулар-император)
- 1383 – 1386: Карл III Анжуйски (1383 до 1386)
- 1383 – 1396: Интерегнум (пет претендента, от които никой не управлява реално)
- 1396 – 1402: Педро Бордо де Сан Суперано (узурпатор)
- 1402 – 1404: Мария II Закария
- 1404 – 1430: Чентурионе II Закария (узурпатор, княжеството Ахея след смъртта му попада към Византийската империя)